# Індраварман
Індраварман (д/н — 515) — 5-й магараджа індуїстської держави Таруманагара у 455—515 роках.

## Життєпис
Син магараджи Вішнувармана. Інформації про Індравармана небагато. Його ім'я вказано лише в рукописі Вангсакерти. Спадкував трон 455 року. Панував 60 років. Наприкінці володарювання починаються кризові соціальні та економічні явища. що ймовірно було пов'язано з посиленням торгівельних конкурентів. Помер у 515 році. Йому спадкував син Чандраварман.